# Saint-Georges (Cantal)
Saint-Georges – miejscowość i gmina we Francji, w regionie Owernia-Rodan-Alpy, w departamencie Cantal.
Według danych na rok 1990 gminę zamieszkiwało 1039 osób, a gęstość zaludnienia wynosiła 31 osób/km² (wśród 1310 gmin Owernii Saint-Georges plasuje się na 215. miejscu pod względem liczby ludności, natomiast pod względem powierzchni na miejscu 161.).